# (73069) 2002 FM34
(73069) 2002 FM34 – planetoida z pasa głównego asteroid okrążająca Słońce w ciągu 4,5 lat w średniej odległości 2,73 j.a. Odkryta 20 marca 2002 roku.